# Raigad

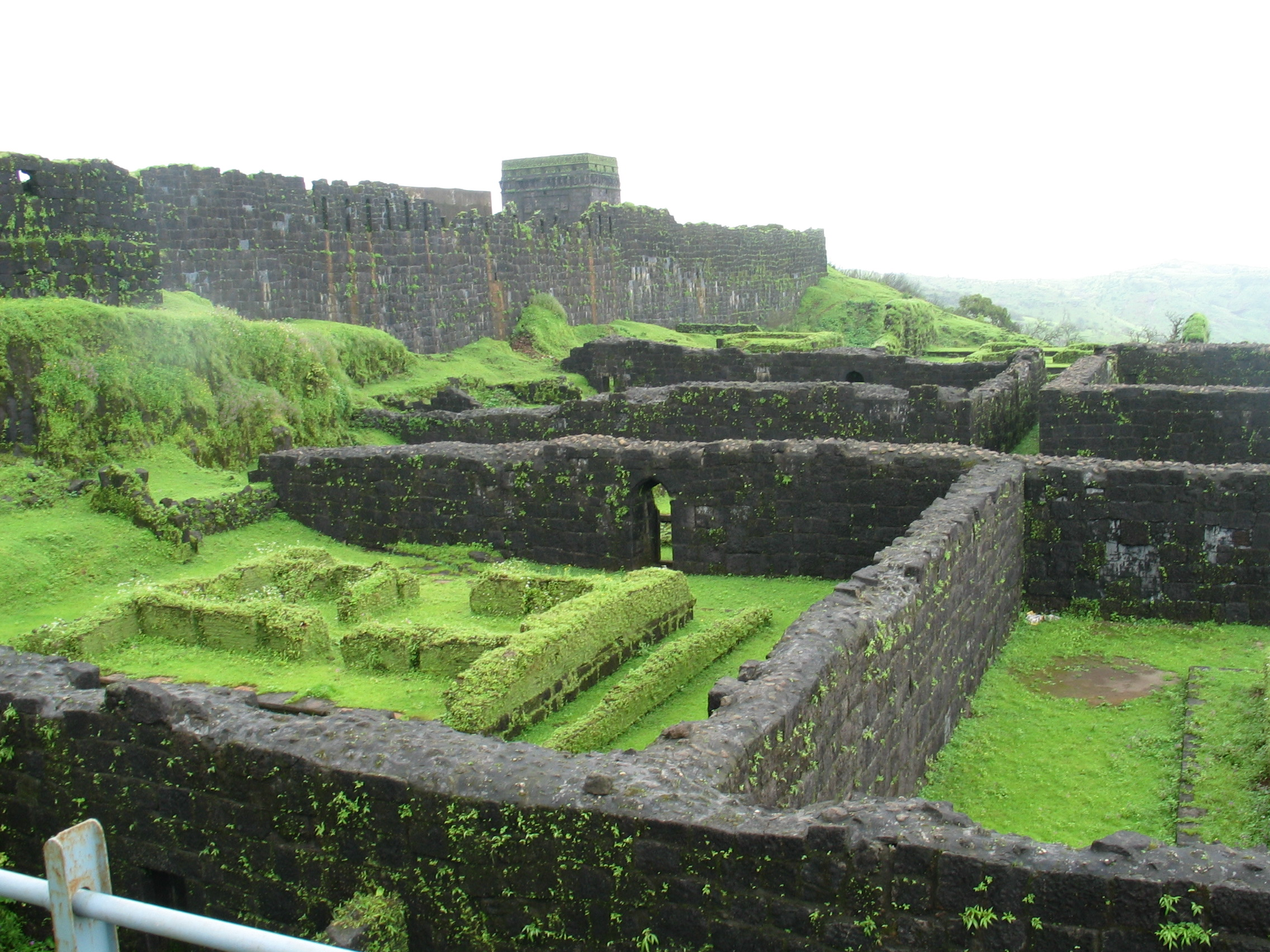
Ruinen efter fortet i Raigad.

Raigad är en plats i västra Indien och är belägen i distriktet Raigad i delstaten Maharashtra. Marathakungen Shivaji uppförde ett fort här, som blev Maratharikets huvudstad. Här kröntes han 1674 och avled 1680. Distriktet Raigad är uppkallat efter platsen. 